# 7z
7Z یا ۷زد (به انگلیسی: 7Z)، یک پسوند فایل برای فشرده‌سازی فایل‌های رایانه‌ای از طریق نرم‌افزار ۷-زیپ است. این فرمت فایل از طریق رمزگذاری و الگوریتم‌های از پیش پردازش‌شده توسط نرم‌افزار، فایل‌های گوناگون را درحالت فشرده قرار می‌دهد.